# Betty Buckley
Betty Lynn Buckley (Big Spring, 3 luglio 1947) è un'attrice e cantante statunitense.
Attiva in campo cinematografico, televisivo e teatrale, Buckley è nota soprattutto come apprezzata interprete di musical a Broadway e nel West End londinese. Nel 1983 vinse il Tony Award alla miglior attrice non protagonista in un musical per Cats.

## Biografia

### Infanzia e formazione
Betty Lynn Buckley nacque a Big Spring, in Texas, figlia della giornalista Betty Bob Diltz e del tenente colonnello dell'U.S. Air Force in pensione Ernest Lynn Buckley. È la maggiore di quattro fratelli: il regista Norman e gli ingegneri Patrick e Michael Buckley. Durante gli studi alla Texas Christian University fu eletta "Miss Fort Worth" nel 1966 e fu tra le finaliste per il titolo di "Miss Texas". Fu quindi invitata a esibirsi a Miss America ad Atlantic City, dove fu notata da un talent scout. Successivamente, tornò alla Texas Christian University dove ottenne la laurea prima di intrattenere le truppe come cantante durante la guerra del Vietnam. Tornata negli Stati Uniti, seguì le orme materne lavorò brevemente come giornalista per il Fort Worth Press.

### Gli anni sessanta e settanta

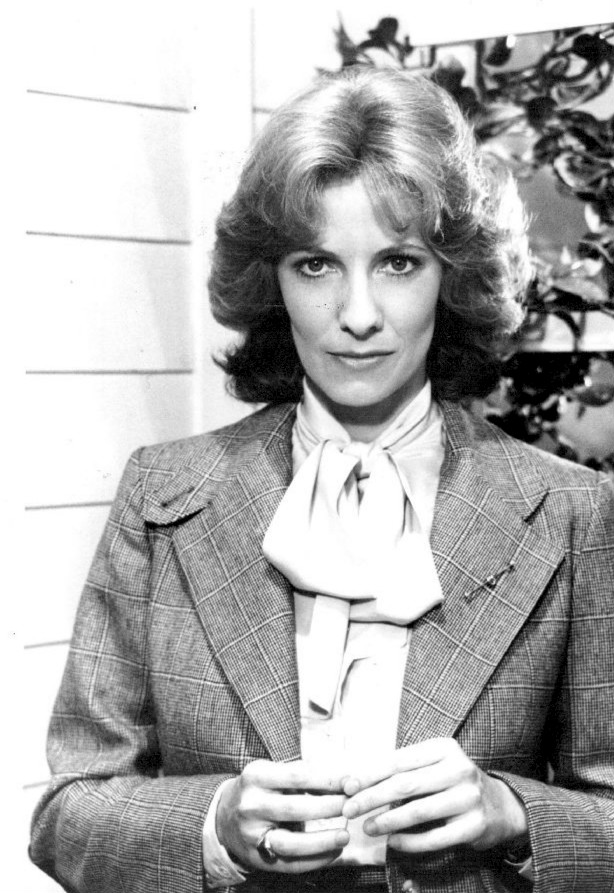
Betty Buckley in un episodio de La famiglia Bradford (1977)

Nel 1969 si trasferì a New York, dove ottenne il ruolo di Martha Jefferson nel musical 1776, facendo così il suo debutto a Broadway. Nello stesso anno fece il suo esordio anche al West End londinese nel musical Promises, Promises, diretto e coreografato da Michael Bennett. Nei primi anni settanta continuò ad apparire sulle scene newyorkesi, recitando nei musical dell'Off-Broadway The Ballad of Jenny Pott (1971) e What's A Nice Girl Like You... Doing in a State Like This? (1972) e Pippin a Broadway dal 1973 al 1975.
Nel 1976 fece il suo debutto cinematografico nel film Carrie - Lo sguardo di Satana, in cui interpretò il ruolo dell'insegnante di ginnastica Miss Collins; l'anno successivo esordì sul piccolo schermo in un episodio de I Ryan. Alla fine degli anni settanta fu impegnata nella serie televisiva La famiglia Bradford, in cui interpretò il ruolo di Sandra Sue "Abby" Abbott Bradford per oltre cento episodi tra il 1977 e il 1981.

### Gli anni ottanta
Dopo aver recitato nel musical I'm Getting My Act Together and Taking it on the Road a New York (1980) e Los Angeles (1981), nel 1982 ottenne il successo quando fu scelta per interpretare Grizabella nella prima del musical Cats a Broadway. Il ruolo le diede la possibilità di cantare la canzone più celebre del musical, "Memory", e le valse il Tony Award alla miglior attrice non protagonista in un musical. Rimase nel cast di Cats per diciotto mesi, al termine dei quali apparve nella serie TV Special Treat, ottenendo una candidatura al Daytime Emmy Award. Nel 1985 incise il suo primo album, Betty Buckley, pubblicato da Rizzoli.
Nella seconda metà degli anni ottanta incrementò l'attività cinematografica, recitando in diversi film tra cui Tender Mercies - Un tenero ringraziamento (1983), Frantic (1988) di Roman Polański e Un'altra donna (1988) di Woody Allen. In campo televisivo recitò in diversi episodi di New York New York e ABC Afterschool Specials. Nel 1985 ritornò a Broadway per sostituire Bernadette Peters nel musical di Andrew Lloyd Webber Song and Dance, cui seguì nello stesso anno anche il musical Drood, in cui interpretava il ruolo en travesti dell'eponimo protagonista. Sempre nel 1985 tornò a recitare nell'Off Broadway in Juno's Swans, mentre nel 1988 interpretò il ruolo della madre Margaret nell'adattamento teatrale di Carrie; il musical però si rivelò un flop a chiuse dopo poche repliche a Broadway.

### Gli anni novanta
Nel 1992 recitò ne L'opera da tre soldi di Bertolt Brecht al Williamstown Theatre Festival, mentre l'anno successivo fu la protagonista Madame Rose in Gypsy di Stephen Sondheim e Jule Styne in scena in Arizona. Nel 1994 tornò a recitare sulle scene londinesi quando rimpiazzò Patti LuPone nel ruolo di Norma Desmond nel musical Sunset Boulevard in scena al Teatro Adelphi. L'anno successivo tornò con grande successo a Broadway in Sunset Boulevard, quando rimpiazzò Glenn Close, sempre nel ruolo di Norma Desmond. Per la sua performance a Londra la Buckley ottenne una candidatura al Laurence Olivier Award alla migliore attrice in un musical.
La sua ultima apparizione a Broadway risale al 1997, quando recitò in Triumph of Love insieme con F. Murray Abraham; per la sua interpretazione fu nuovamente candidata al Drama Desk Award e al Tony Award alla miglior attrice non protagonista in un musical. L'anno successivo recitò nuovamente in Gypsy, questa volta alla Paper Mill Playhouse del New Jersey.
Parallelamente all'attività teatrale, portò avanti la carriera cinematografica e televisiva, recitando nei film Wyatt Earp (1994) e Semplicemente irresistibile (1999), e in numerose serie TV, come L.A. Law - Avvocati a Los Angeles. Gli anni novanta videro anche un incremento dell'attività discografica e concertistica, culminata nel 1995 in un acclamato concerto alla Carnegie Hall, registrato dal vivo su disco. Nel corso del decennio ha inciso - in studio o dal vivo - altri sei album oltre ad An Evening at Carnegie Hall: Children Will Listen (1993), With One Look (1994), New Ways to Dream - Songs from Sunset Boulevard (1994), The London Concert (1995) e Much More (1997).

### Gli anni 2000
Betty Buckley inaugurò il nuovo millennio con una candidatura al premio Grammy per l'album The Diaries of Adam and Eve, mentre sempre nel 2000 uscì una nuova edizione del suo album d'esordio e il nuovo disco Heart to Heart. Sempre nello stesso anno cantò in concerto alla Donmar Warehouse di Londra: il concerto venne registrato dal vivo e pubblicato nell'album Stars and the Moon - Live at the Donmar, che le valse una seconda candidatura al Premio Grammy nel 2002. Nel 2003 tornò a recitare ne L'opera da tre soldi a Williamstown, mentre nel 2006 recitò all'Hollywood Bowl in una lettura drammatica di Sunset Boulevard: questa volta non si trattava del musical di Andrew Lloyd Webber, ma di una lettura del copione originale del film Viale del tramonto, ancora una volta nel ruolo di Norma Desmond. Sempre attiva in campo televisivo, recitò in diciotto episodi di Oz tra il 2001 e il 2003, poi in diversi episodi di Detective Monk, Senza traccia, Law & Order - Unità vittime speciali e Brothers & Sisters - Segreti di famiglia. Nel 2007 e nel 2008 pubblicò anche altri due album: 1967 e Quintessence.

### Gli anni 2010 e 2020
Dopo le sporadiche apparizioni sulle scene nel decennio precedente, negli anni 2010 tornò a recitare di frequente a teatro. Nel 2010 fu a New York nel dramma dell'Off Broadway White's Lies, mentre nel 2011 ritornò a recitare sulle scene londinesi per la prima volta dopo oltre un decennio nel musical di Jerry Herman Dear World. L'anno successivo la vide protagonista insieme a Tovah Feldshuh nella commedia nera Arsenico e vecchi merletti in scena al Dallas Theater Center del natio Texas. Nel 2013 calcò nuovamente le scene dell'Off Broadway nella commedia The Old Friends, per cui ottenne una candidatura al Drama Desk Award alla migliore attrice non protagonista in un'opera teatrale.
Nella primavera del 2015 tornò a Londra per interpretare il ruolo di Carlotta Champion in un allestimento semi-scenico del musical di Stephen Sondheim Follies alla Royal Albert Hall con un cast che comprendeva Christine Baranski, Ruthie Henshall, Lorna Luft, Anita Harris e Russell Watson. Nell'estate dello stesso anno interpretò Edith Ewing Bouvier Beale nel musical Grey Gardens in scena al Bay Street Theater di Sag Harbour con Rachel York, Matt Doyle e Howard McGillin; accolta positivamente da critica e pubblico, l'attrice tornò a ricoprire il ruolo anche l'anno successivo in un allestimento di Grey Gardens all'Ahmanson Theater di Los Angeles. Negli stessi anni ha recitato assiduamente in televisione, comparendo in diversi episodi di Pretty Little Liars, The Leftovers - Svaniti nel nulla, Preacher e Supergirl. In campo cinematografico ha ottenuto recensioni positive e una candidatura al Saturn Award per la miglior attrice non protagonista nel 2017 per il film Split, in cui recitava con James McAvoy. Tra il 2018 e il 2019 ha intrapreso una tournée statunitense del musical Hello, Dolly! in cui interpretava la protagonista Dolly Gallagher Levi per la regia di Jerry Zaks.

## Vita privata
Nel 1972 sposò Peter Flood, dal quale ha divorziato nel 1979. La coppia non ha avuto figli.

## Filmografia parziale

### Cinema
- Carrie - Lo sguardo di Satana (Carrie), regia di Brian De Palma (1976)
- Tender Mercies - Un tenero ringraziamento (Tender Mercies), regia di Bruce Beresford (1983)
- Wild Thing, regia di Max Reid (1987)
- Frantic, regia di Roman Polański (1988)
- Un'altra donna (Another Woman), regia di Woody Allen (1988)
- Wyatt Earp, regia di Lawrence Kasdan (1994)
- Semplicemente irresistibile (Simply Irresistible), regia di Mark Tarlov (1999)
- E venne il giorno (The Happening), regia di M. Night Shyamalan (2008)
- Split, regia di M. Night Shyamalan (2016)
- Imaginary, regia di Jeff Wadlow (2024)

### Televisione
- I Ryan (Ryan's Hope) - serie TV, 1 episodio (1977)
- La famiglia Bradford (Eight Is Enough) - serie TV, 102 episodi (1977-1981)
- New York New York (Cagney & Lacey) - serie TV, 1 episodio (1987)
- Baby Cakes, regia di Paul Schneider (1989) - film TV
- ABC Afterschool Specials - serie TV, 1 episodio (1989)
- Avvocati a Los Angeles (L.A. Law) - serie TV, 2 episodi (1991)
- Oz - serie TV, 18 episodi (2001-2003)
- Detective Monk (Monk) - serie TV, episodio 2x06 (2003)
- Senza traccia (Without a Trace) - serie TV, 1 episodio (2006)
- Brothers & Sisters - Segreti di famiglia (Brothers & Sisters) - serie TV, 1 episodio (2006)
- Law & Order - Unità vittime speciali (Law & Order: Special Victims Unit) - serie TV, 10 episodi (2006-2023)
- The Pacific - serie TV, 1 episodio (2010)
- The Chicago Code - serie TV, 1 episodio (2011)
- Pretty Little Liars - serie TV, 2 episodi (2011-2013)
- Getting On - serie TV, 1 episodio (2014)
- The Leftovers - Svaniti nel nulla (The Leftlovers) - serie TV, 1 episodio (2015)
- Chicago Med - serie TV, 1 episodio (2016)
- Preacher - serie TV, 10 episodi (2017-2018)
- Supergirl - serie TV, 5 episodi (2017-2021)
- The Cleaning Lady - serie TV, 1 episodio (2022)

## Teatro

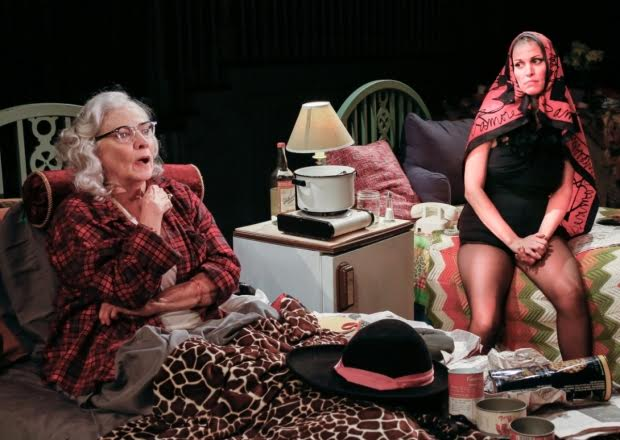
Betty Buckley e Rachel York in Grey Gardens al Bay Street Theater (2015)

- Betty Buckley e Rachel York in Grey Gardens al Bay Street Theater (2015)Gypsy, Casa Manana (Fort Worth), 1963
- 1776, 46th Street Theatre (Broadway), 1969
- Promises, Promises, Prince of Wales Theatre (Londra), 1969
- 1776, St. James' Theatre (Broadway), 1970
- The Ballad of Johnny Pott, Theatre Four (Off-Broadway), 1971
- What's a Nice Country Like You... Doing in a State Like This?, Upstage at Jimmy's (Off-Broadway), 1971
- Pippin, Majestic Theatre (Broadway), 1972-1977
- I'm Getting My Act Together and Taking it on the Road, Circle in the Square (Off Broadway), 1978
- Cats, Winter Garden Theatre (Broadway), 1982
- The Mystery of Edwin Drood, Delacorte Theatre (Off Broadway), 1985
- The Mystery of Edwin Drood, Imperial Theatre (Broadway), 1985
- Juno's Swans, Second Stage Theatre (Off Broadway), 1985
- Song and Dance, Royale Theatre (Broadway), 1986
- Carrie, Virginia Theatre (Broadway), 1988
- Stardust, Kennedy Center (Washington), 1990
- Gypsy, Southern Arizona Light Opera Company (Tucson), 1992
- L'opera da tre soldi, Williamstown Theatre Festival (Williamstown), 1992
- The Fourth Wall, Chicago Opera Theatre (Chicago), 1993
- Sunset Boulevard, Adelphi Theatre (Londra), 1994
- A Little Night Music, BBC Concert (Londra), 1995
- Sunset Boulevard, Minskoff Theatre (Broadway), 1996
- Triumph of Love, Royale Theatre (Broadway), 1997
- Camino Real, Hartford Stage (Connecticut), 1998
- Gypsy, Paper Mill Playhouse (New Jersey), 1998
- Eros Trilogy, Vineyard Theatre (Off Broadway), 1999
- Elegies, Lincoln Center (New York), 2003
- L'opera da tre soldi, Williamstown Theatre Festival (Williamstown), 2003
- Sunset Boulevard, Hollywood Bowl (Los Angeles), 2006
- White's Lies, New World Stages (Off Broadway), 2010
- Arsenico e vecchi merletti, Dallas Theater Center (Dallas), 2011
- Dear World, Charing Cross Theatre (Londra), 2013
- The Old Friends, Pershing Square Signature Theatre (Off Broadway), 2013
- The Old Friends, Alley Theatre (Los Angeles), 2014
- Follies, Royal Albert Hall (Londra), 2015
- Grey Gardens, Bay Street Theatre (Sag Harbor), 2015
- Grey Gardens, Center Theatre (Los Angeles), 2016
- Hello, Dolly!, tour statunitense, 2018-2019

## Discografia

### Album
- 1985: Betty Buckley
- 1993: Children Will Listen
- 1994: With One Look
- 1994: New Ways to Dream – Songs from Sunset Boulevard
- 1995: The London Concert
- 1996: An Evening at Carnegie Hall
- 1996: Betty Buckley's Broadway
- 1997: Much More
- 2000: Betty Buckley (15º Anniversario)
- 2000: Heart to Heart
- 2001: The Doorway
- 2001: Stars and the Moon – Live at the Donmar
- 2007: 1967
- 2008: Quintessence
- 2010: Bootleg: Boardmixes from the Road
- 2012: Ah, Men! The Boys of Broadway
- 2014: Ghostlight
- 2017: Story Songs
- 2018: Hope

### Cast recording
- 1969: 1775
- 1969: Promises, Promises
- 1979: Hair
- 1980: I'm Getting My Act Together and Taking It on the Road
- 1982: Cats
- 1985: The Mystery of Edwin Drood
- 1997: Prom Queens Unchained
- 1998: The Civil War
- 1998: Triumph of Love
- 2003: Elegies, A Song Cycle

## Riconoscimenti
- Tony Awards
  - 1983 – Miglior attrice protagonista in un musical per Cats
  - 1998 – Candidatura Miglior attrice protagonista in un musical per Triumph of Love
- Drama Desk Award
  - 1983 – Miglior attrice non protagonista in un musical per Cats
  - 1993 – Candidatura Miglior non attrice protagonista in un musical per Triumph of Love
  - 2014 – Candidatura Miglior attrice non protagonista in uno spettacolo per The Old Friends
- Grammy Award
  - 2000 – Candidatura Miglior album parlato per The Diaries of Adam and Eve
  - 2002 – Candidatura Best Traditional Pop Vocal Album per Stars and the Moon: Live at the Donmar
- Laurence Olivier Award
  - 1994 – Candidatura Migliore attrice in un musical per Sunset Boulevard
- Saturn Award
  - 2017 – Candidatura Saturn Award per la miglior attrice non protagonista per Split
- Daytime Emmy Award
  - 1985 – Candidatura Miglior performance in uno speciale per bambini per NBC Special Treat: Bobby and Sarah
  - 1989 – Candidatura Miglior performance in uno speciale per bambini per ABC Afterschool Special: Taking a Stand
- Outer Critics Circle Award
  - 1988 – Candidatura Outer Critics Circle Award per Carrie

## Doppiatrici italiane
Nelle versioni in italiano delle opere in cui ha recitato, Betty Buckley è stata doppiata da:
- Graziella Polesinanti in Pretty Little Liars, Supergirl, Law & Order - Unità vittime speciali
- Maria Pia Di Meo ne La famiglia Bradford, Frantic
- Lorenza Biella in Getting On, Chicago Med
- Paila Pavese in Tender Mercies - Un tenero ringraziamento
- Antonella Giannini in Oz
- Alba Cardilli in Detective Monk
- Angiolina Quinterno in Carrie - Lo sguardo di Satana
- Rita Savagnone in Semplicemente irresistibile
- Gabriella Genta in E venne il giorno
- Eva Ricca in Caramella
- Aurora Cancian in Split
- Angiola Baggi in Imaginary